# 全国高等学校定時制通信制陸上競技大会
全国高等学校定時制通信制陸上競技大会（ぜんこくこうとうがっこう ていじせいつうしんせい りくじょうきょうぎたいかい）は、日本の定時制・通信制高等学校の陸上競技大会。例年8月半ばに開催され、学校ごとではなく各都道府県の対抗で競われる。競輪補助事業で大会運営されている。

## 概要
全国高等学校定時制通信制教育振興会、日本陸上競技連盟と高体連と東京都教育委員会の主催で行われる、日本の定時制高等学校ならびに通信制高等学校の陸上競技全国大会。都道府県対抗で争われ、各種目の1位から8位までに点数が割り振られる。2016年（平成28年）現在、男子は15種目、女子は11種目の競技が実施されている。競輪の補助金が出ている。毎年1,000人以上の参加がありちょっとした大きな大会である。8月中旬の3日間で開催され、記念大会では開会式含め4日行われる。毎年国立霞ヶ丘競技場陸上競技場で行われていたが建て替え工事のため、2014年度からは駒沢オリンピック公園陸上競技場で行われている。

## 沿革
- 1965年（昭和40年）8月 - 第1回大会が行われる。男子10種目女子6種目
- 1970年（昭和45年）8月 - 男子14種目女子9種目になる
- 1975年（昭和50年）8月 - 女子10種目になる
- 1976年（昭和51年）8月 - 男子15種目になる
- 1983年（昭和58年）8月 - 200mHから400mHになる
- 1985年（昭和60年）8月 - 女子11種目になる
- 1991年（平成3年）8月 - 1500mscが2000mscになる
- 2009年（平成21年）8月 - 2000mscが3000mscになる

## 大会記録

### 男子
- 100m ： 10秒67 （山梨・日本航空）
- 200m ： 21秒82 （山梨・日本航空）
- 400m ： 49秒52 （新潟・荒川）
- 800m ： 1分54秒79（長野・松本国際）
- 1500m ： 4分01秒89 （東京・南）
- 5000m ： 15分14秒49 （新潟・荒川）
- 200mH ： 26秒7 （長野・須坂）
- 400mH ： 54秒70 （愛知・科技刈谷）
- 1500msc ： 4分27秒6 （山形・寒河江西川分校）
- 2000msc ： 6分01秒56 （愛知・刈谷東通）
- 3000mSC ： 9分51秒08（広島・星槎広島)
- 4×100mリレー ： 43秒30兵庫
- 4×400mリレー ： 3分25秒68 兵庫
- 走高跳 ： 2m07 （神奈川・厚木南通）
- 走幅跳 ： 7m21 （徳島・徳島中央）
- 三段跳 ： 14m62 （大阪・東二商）
- 砲丸投 ： 17m19 （新潟・明鏡）
- 円盤投 ： 42m74 （東京・一橋）

### 女子
- 100m ： 12秒94 （東京・文京）
- 200m ： 27秒05 （東京・NHK学園）
- 400m ： 1分00秒66 （愛知・岡崎）
- 800m ： 2分16秒24 （福島・郡山萌世通）
- 3000m走 ： 9分25秒07 （福島・郡山萌世通）
- 100mH ： 15秒27 （兵庫・青雲）
- 4×100m ： 52秒88 （福岡）
- 走高跳 ： 1m63   (岐阜・ぎふ国際）
- 走幅跳 ： 5m54 （兵庫・星雲）
- 砲丸投 ： 10m95 （富山・福光）
- 円盤投 ： 35m36 （兵庫・尼崎南良元）